# Una ragazza piuttosto complicata
Una ragazza piuttosto complicata è un film italiano del 1969, diretto da Damiano Damiani, con protagonista Catherine Spaak. Curiosa apparizione del comico Gigi Proietti, qui un energico fidanzato poi marito geloso.

## Trama
Il giovane e prestante Alberto si inserisce in una conversazione telefonica tra due donne, una cosiddetta interferenza, come talvolta avveniva casualmente con l'allora telefonia analogica, scoprendo che tra esse corre un'affinità che va oltre la normale amicizia. Incuriosito dalla situazione molto particolare, decide di conoscere una delle due, giovane e benestante nonché annoiata e con una punta di malvagità, diventando suo amante e complice delle sue stranezze. I problemi sorgono quando l'altra donna cerca di interrompere la loro relazione.